# 忘憂草的溫柔
《忘憂草的溫柔》，是由日本漫畫家奧浩哉創作的青年漫畫，於集英社旗下雜誌《週刊YOUNG JUMP》2006年40号起開始連載，2007年27号完結，單行本全3冊。主角是一名無所事事的30歲宅家處男，父親死後和年輕貌美的繼母同居，久而久之對她產生愛情的慾望。

## 出版書籍
| 卷數 | 集英社        | 集英社 | 尖端出版       | 尖端出版 |
| 卷數 | 發售日期      | ISBN   | 發售日期       | ISBN     |
| ---- | ------------- | ------ | -------------- | -------- |
| 1    | 2007年1月19日 |        | 2008年2月16日  |          |
| 2    | 2007年4月19日 |        | 2008年4月4日   |          |
| 3    | 2007年7月19日 |        | 2008年12月10日 |          |

## 備註
1. ↑  譯者為洪之沅